# 搜索 (刑事訴訟)
搜索（英語：Search）是一種強制處分，指以針對目標對象、處所或交通工具搜查翻找的方式蒐集證物，或尋找被告、犯罪嫌疑人，通常伴隨著扣押進行。由於搜索行為嚴重侵害人民的隐私权，因此通常會需要法官核發搜索票才能進行。

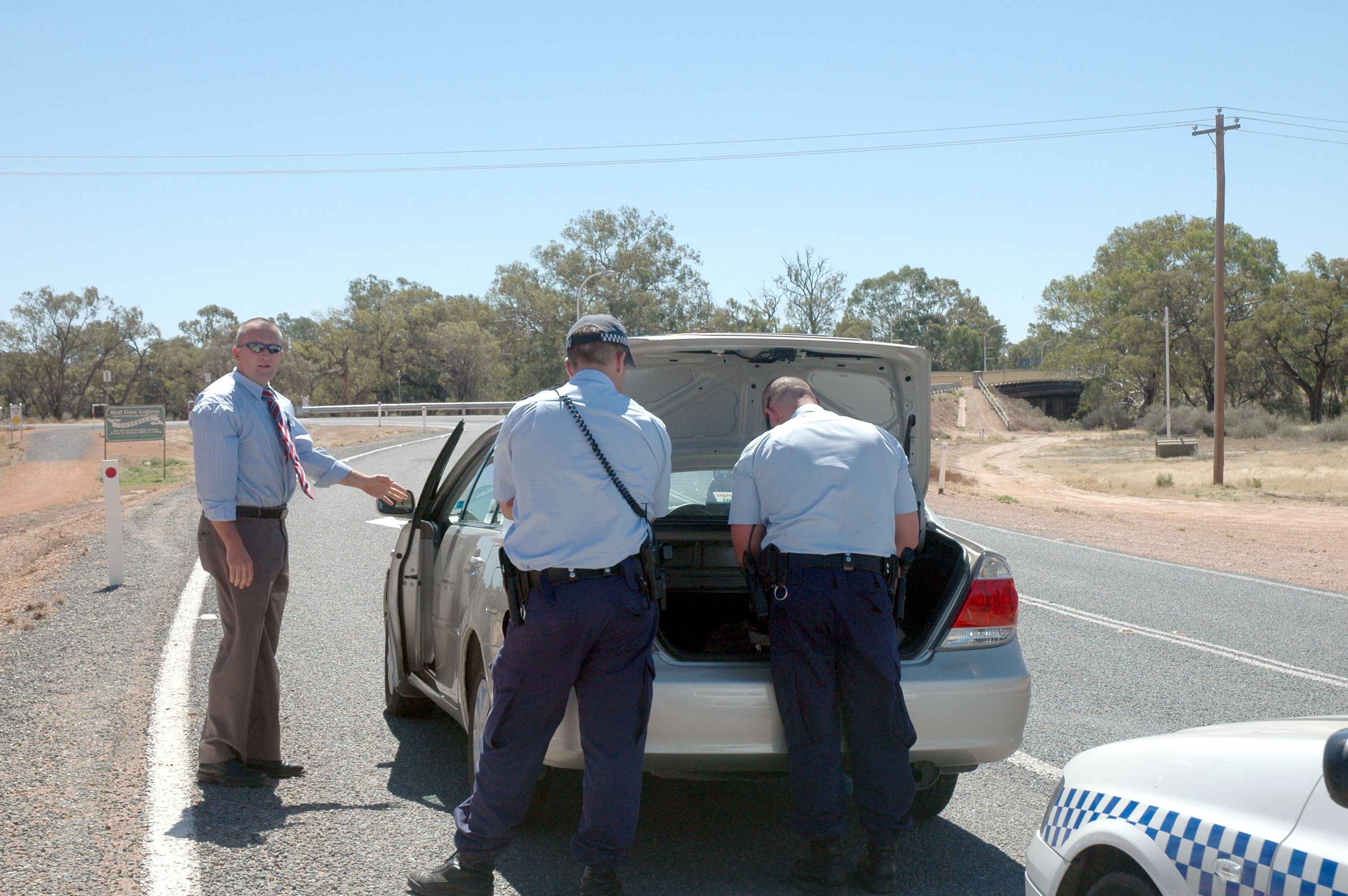
正在搜索汽車的澳洲警察

## 發動
搜索的目的有二：
- 扣押得為證據或得沒收之物。（對物的搜索）
- 逮捕被告或犯罪嫌疑人。（對人的搜索）

### 令狀主義
原則上，進行搜索必需要有搜索票或搜索令才能執行，若偵查機關未持令狀，除相對人可以拒絕搜索外，搜查人員亦可能構成《違法搜索罪》。

### 法官保留原則
在一般情況下，由於搜索對基本權構成重大侵害，故不得由偵查機關自行發動，必需事前先向法院聲請相關令狀，待法官簽發後始得持執行搜索，稱為絕對法官保留。但考量偵查實務的需要，對於緊急情形之案件通常會允予先行搜索，事後再陳報法院核准，稱作相對法官保留。

## 無令狀搜索
犯罪偵查具有緊急性與時效性，部分案件若等到法官核發令狀才進行搜索，將會喪失偵查的即時性。以下幾種狀況通常無需事先取得令狀，例外得由執法人員逕自發動：

### 逕行搜索
指檢察官或司法警察認為被告或犯罪嫌疑人有相當理由足信其確實身在特定住所、地域或車輛內，而發動尋找其行蹤之類型。

### 附帶搜索
是指執法人員在對被告或犯罪嫌疑人執行逮捕或拘留時，為確保執法人員的人身安全，允許其所發動之搜索，檢視被搜索者身上或周遭範圍內是否有具危險性的武器存在。

### 緊急搜索
指有相當理由認為情況緊急，如不馬上進行搜索可能使得證據滅失，而發動找尋證物的類型。

### 同意搜索
指經被搜索人同意而逕行搜索之。然而，強制處分的特徵在於無需取得当事人同意，偵查機關得單方面發動；同意搜索則無強制處分之「強制」表徵，而是以取得當事人同意作為令狀原則的例外，故有認為同意搜索本質上已不能算是強制處分。

### 科技搜索
現代網路科技興起，打破過去傳統法律對於實物的搜索規範；對於儲存在雲端或電腦、行動裝置裡數位資訊，應如何規範准許執法機關以科技手段對此類無形證物進行搜索扣押，如以遠端控制軟體駭取檔案，或於安裝網路監控软件等等，將是現代刑事法學界面臨的課題。

## 違法搜索
為了維護法律的廉潔性與確保公权力的正當行使，偵查機關實行搜索不得違反法律規定。如果有違法搜索之情事，於程序面上，刑事訴訟法內一般皆有證據排除法則相關規範，令其所取得的證據面臨無證據能力的風險，亦即無法作為證據使用；而在實體部分，違法搜索的執法人員將會面臨刑事罪名的指控。

## 爭議

### 搜索媒體
新闻自由為宪法上相當重要的基本權利，新聞媒體本身扮演監督政府的角色，因此搜索報社、媒體機構往往會引發是否侵害言論自由的疑慮，擔憂若放任執法者恣意搜索媒體從業人員，將造成寒蟬效應，嚴重危及新聞自由。

### 搜索律師事務所
律師作為刑事訴訟程序中的辩护人，其使命在於確保被告能受到公平、公正的审判，因此其與被告間存在所謂的「秘匿特權」，也就是當事人與律師之間，為尋求法律協助而溝通的內容應受秘密保護，國家不得強制揭露其內容。因此，搜索律師事務所會引發侵犯被告與律師間秘匿特權的疑慮，恐致使被告無法獲得接受公平審判的憲法權利。

### 搜索學校
受教權、學術自由為相當重要的基本權，在許多國家甚至擁有宪法位階；因此學校作為教育機構，如放任偵查機關進入校園恣意搜索，將引發侵害相關權利的質疑。
臺灣內政部警政署2017年7月12日函教育部「警察人員進入校園執法相關機制」，有警察入校執法應先知會校方主任秘書、學務主任以上層級校務主管並經校方同意的規定。國立臺灣大學組織規程第59條亦規定：「除本大學駐衛警察外，軍、警未經校長委請或同意，不得進入校園，但追捕現行犯者，不在此限。 」

## 各國規定

### 臺灣
搜索原則上採令狀主義及法官保留原則：
《刑事訴訟法》
- 第128條第1項：「搜索，應用搜索票。」
- 第128-1條第1項：「偵查中檢察官認有搜索之必要者，除第一百三十一條第二項所定情形外，應以書面記載前條第二項各款之事項，並敘述理由，聲請該管法院核發搜索票。

無令狀搜索
第130條（附帶搜索）

檢察官、檢察事務官、司法警察官或司法警察逮捕被告、犯罪嫌疑人或執行拘提、羈押時，雖無搜索票，得逕行搜索其身體、隨身攜帶之物件、所使用之交通工具及其立即可觸及之處所。
第131條（逕行搜索、緊急搜索）
1. 有左列情形之一者，檢察官、檢察事務官、司法警察官或司法警察，雖無搜索票，得逕行搜索住宅或其他處所：
  1. 因逮捕被告、犯罪嫌疑人或執行拘提、羈押，有事實足認被告或犯罪嫌疑人確實在內者。
  2. 因追躡現行犯或逮捕脫逃人，有事實足認現行犯或脫逃人確實在內者。
  3. 有明顯事實足信為有人在內犯罪而情形急迫者。

2. 檢察官於偵查中確有相當理由認為情況急迫，非迅速搜索，二十四小時內證據有偽造、變造、湮滅或隱匿之虞者，得逕行搜索，或指揮檢察事務官、司法警察官或司法警察執行搜索，並層報檢察長。
3. 前二項搜索，由檢察官為之者，應於實施後三日內陳報該管法院；由檢察事務官、司法警察官或司法警察為之者，應於執行後三日內報告該管檢察署檢察官及法院。法院認為不應准許者，應於五日內撤銷之。
4. 第一項、第二項之搜索執行後未陳報該管法院或經法院撤銷者，審判時法院得宣告所扣得之物，不得作為證據。

第131條之1（同意搜索）

搜索，經受搜索人出於自願性同意者，得不使用搜索票。但執行人員應出示證件，並將其同意之意旨記載於筆錄。
特殊規定
第123條（搜索婦女）

搜索婦女之身體，應命婦女行之。但不能由婦女行之者，不在此限。
第146條（夜間搜索）
1. 有人住居或看守之住宅或其他處所，不得於夜間入內搜索或扣押。但經住居人、看守人或可為其代表之人承諾或有急迫之情形者，不在此限。
2. 於夜間搜索或扣押者，應記明其事由於筆錄。
3. 日間已開始搜索或扣押者，得繼續至夜間。
4. 第一百條之三第三項之規定，於夜間搜索或扣押準用之。

### 美国
|                      | 人民的人身、住宅、文件和財產不受無理搜查和扣押的權利，不得侵犯。除依照合理根據，以宣誓或代誓宣言保證，並具體說明搜查地點和扣押的人或物，不得發出搜查和扣押狀。 |
| ——美國憲法第四修正案 | |

搜索應符合令狀主義，由法院核發搜索票，且必須有相當理由才能發動，否則即構成無理搜查。至於無令狀搜索，仍需事後將搜索結果陳交法院審查，否則即可能喪失證據能力。

### 日本
日本的《刑事訴訟法》規定搜索原則上採行令狀主義，但第220條第1項則規範附帶搜索得以無令狀進行之。
另外，日本法律也禁止夜間搜索。

## 引註資料
1. ↑  林裕順. . 月旦法學教室. 2016年4月, (第163期): 頁29.
2. ↑  可能的罪名包括《妨害秘密罪》、《侵入住居罪》和《違法搜索罪》等等。
3. ↑  王兆鵬. . 月旦法學雜誌. 2001年1月, (68期): 頁153-167.
4. ↑  王兆鵬. . 月旦法學雜誌. 2014年4月, (227期): 頁8.
5. ↑  實務見解認為，所謂「自願性同意」必需於搜索前或當下取得有同意權之被搜索人的同意，不得事後補正。最高法院100年度台上字第7112號刑事判決摘錄：「...執行人員應於執行搜索場所，當場出示證件，先查明受搜索人有無同意權限，同時將其同意之意旨記載於筆錄（書面）後，始得據以執行搜索，此之筆錄（書面）祇能在搜索之前或當時完成，不能於事後補正。」